# 中国国民党中央训练委员会
中国国民党中央执行委员会训练委员会，简称“中央训练委员会”，是抗日战争时期中国国民党中央执行委员会设立的掌理国民党中下级干部人员及全国政治、经济、军事、教育机关公务人员及学校教职员之思想训练事宜的中央机关。

## 历史
1938年3月中国国民党临时全国代表大会提出“训练重于作战”之口号，作出相关设立决定。指导机关为中央训练委员会，实施机关为中央训练团。1938年5月1日在武汉珞珈山正式成立中央训练委员会。蒋介石任委员长。陈诚任主任委员（后段锡朋），委员陈诚、陈立夫、张厉生、谷正纲、邓飞黄、黄季陆、韦永成、朱家骅、王世杰、刘健群、程思远、周佛海、何廉、蒋光鼐、李扬敬、万耀煌、潘宜之、刘士毅、周至柔、陈继承、梁寒操、黄麟书、郑彦棻、段锡朋、徐培根、桂永清、贺衷寒、戴笠、康泽等29人。1938年10月13日中常会第97次会议增选严立三。刘瑶章替换了潘宜之。
中央训练委员会设秘书主任支持工作。内设总务、指导、设计、训练4处。分为军官（将校）训练、战时工作干部训练、青年干部训练、党政人员训练、特种训练5类。
1946年7月撤销。

## 直属各训练机构
- 中国国民党中央执行委员会训练委员会训练团，简称中央訓練團、中训团。共训练35415人。[3]
- 中国国民党中央训练委员会战时工作干部训练团，1941年战干四团更名，驻西安西郊。[4]
- 中国国民党中央训练委员会西北干部训练团，简称“西训团”，驻兰州。原为1938年1月14日“甘肃全省中上学校教职员训练团”改组为“西北训练团”，蒋介石兼任团长，朱绍良兼副团长，省教育厅长葛武棨兼任教育长。1938年9月胡宗南任教育长，罗历戎代理教育长。1939年1月“西北训练团”改称“西北干部训练团”，傅作义、谷正伦、盛世才、马步芳、马鸿逵、胡宗南6人兼任副团长，训练范围“甘、宁、青、新、绥五省之中级干部及甘肃省基层干部”。[5]1941年1月改隶中央训练委员会。1945年中央训练委员会电令西北干部训练团停止办理。为期六年共训练38期22743人。1947年改称“中央干部学校西北分校”，蒋经国任校长。1948年改称“甘肃省训练团”，甘肃省政府主席郭寄峤兼团主任。[6]